# Singer (島津亜矢のアルバム)
『Singer』(シンガー)は演歌歌手、島津亜矢のカバー・アルバム。　

## 解説
本作に収録されている楽曲は演歌ではなく、J-POPや、歌謡曲、洋楽等が主な収録内容となっており、幅広い年代から選曲されている。
CDとカセットの2形態での発売がなされた。
『島津亜矢の男歌・女歌 II』と『島津亜矢 2011年全曲集』との同時発売となっている。
本作以降、このカバー・アルバムはシリーズ化していき、数年に1度のペースで発表していくことになる。

## 収録曲
1. I WILL ALWAYS LOVE YOU
作詞・作曲：ドリー・パートン
編曲：貫田重夫
ドリー・パートンのカバー
2. 地上の星
作詞・作曲：中島みゆき
編曲：貫田重夫
中島みゆきのカバー
3. 紅灯の海
作詞・作曲：中島みゆき
編曲：伊戸のりお
竹中直人のカバー
4. 想いで遊び
作詞：荒木とよひさ
作曲：三木たかし
編曲：川口真
本作中、唯一の島津オリジナル楽曲となる。
5. 恋
作詞・作曲：松山千春
編曲：伊戸のりお
松山千春のカバー
6. 昴 〜すばる〜
作詞・作曲：谷村新司
編曲：伊戸のりお
谷村新司のカバー
7. 見果てぬ夢
作詞・作曲：ジョー・ダリオン、ミッチ・レイ
編曲：貫田重夫
ミュージカル『ラ・マンチャの男』楽曲のカバー
8. 監獄ロック
作詞・作曲：ジェリー・リーバーとマイク・ストーラー
編曲：高島政晴
エルヴィス・プレスリーのカバー
9. 飾りじゃないのよ涙は
作詞・作曲：井上陽水
編曲：伊戸のりお
中森明菜のカバー
10. 聖母たちのララバイ
作詞：山川啓介
作曲：木森敏之、ジョン・スコット
編曲：伊戸のりお
岩崎宏美のカバー
11. 翼をください
作詞：山上路夫
作曲：村井邦彦
編曲：伊戸のりお
赤い鳥のカバー
12. 上を向いて歩こう
作詞：永六輔
作曲：中村八大
編曲：京建輔
坂本九のカバー
13. 千の風になって
作詞：不詳
作曲：新井満
編曲：伊戸のりお
新井満のカバー
14. さくら (独唱)
作詞：森山直太朗・御徒町凧
作曲：森山直太朗
編曲：京建輔
森山直太朗のカバー
15. 秋桜
作詞・作曲：さだまさし
編曲：伊戸のりお
山口百恵のカバー
16. 花～すべての人の心に花を～
作詞・作曲：喜納昌吉
編曲：高島政晴
喜納昌吉&チャンプルーズのカバー